# Hemicolonides
Hemicolonides är ett släkte av skalbaggar. Hemicolonides ingår i familjen stumpbaggar.
Kladogram enligt Catalogue of Life:
| Hemicolonides | \| \| Hemicolonides parvulus \| \| \| \| \| \| Hemicolonides plaumanni \| \| \| \| |
|               | \| \| Hemicolonides parvulus \| \| \| \| \| \| Hemicolonides plaumanni \| \| \| \| |
|               | Hemicolonides parvulus                                                             |
|               |                                                                                    |
|               | Hemicolonides plaumanni                                                            |
|               |                                                                                    |